# Eierschecke

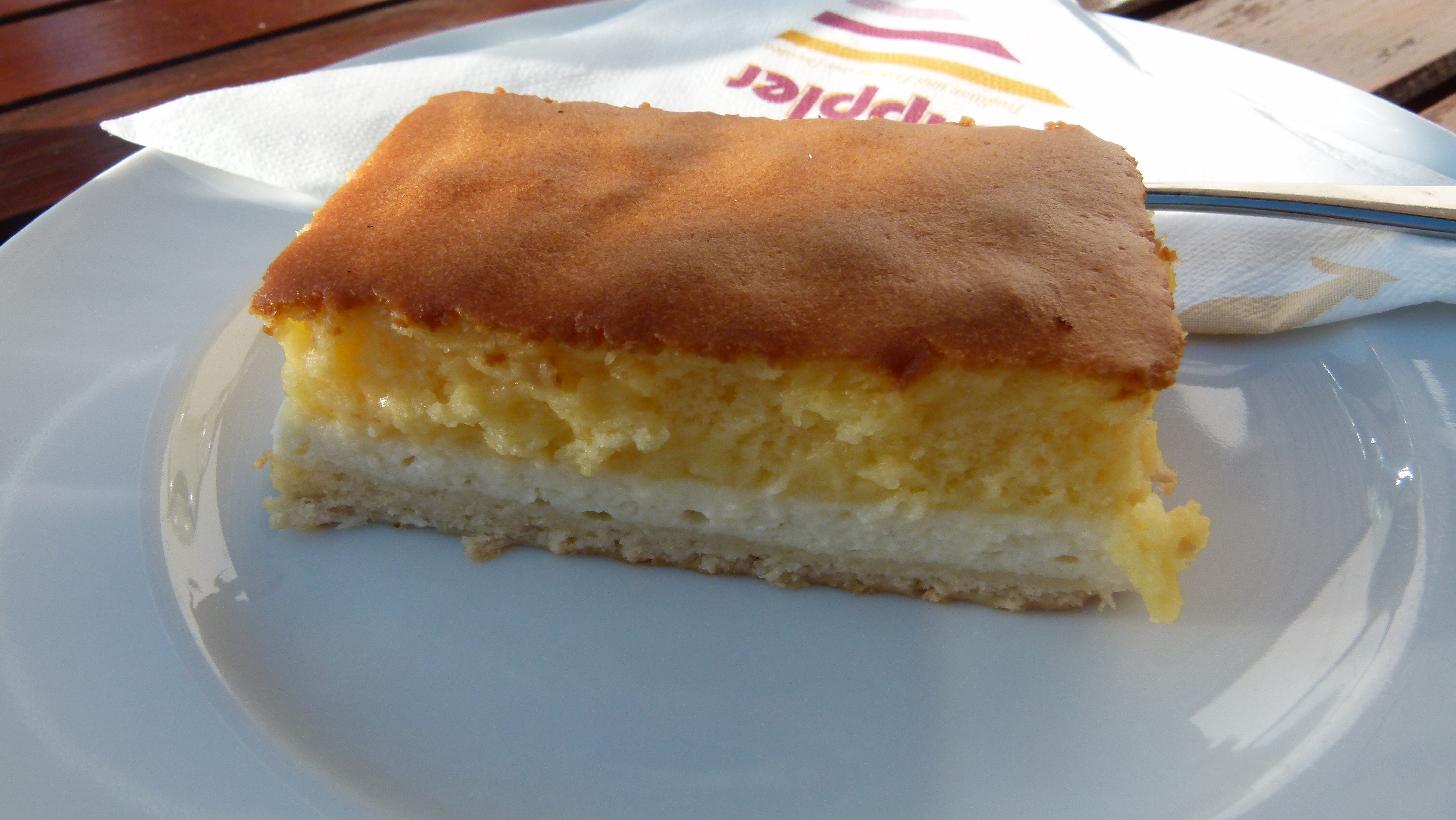
Dresdner Eierschecke

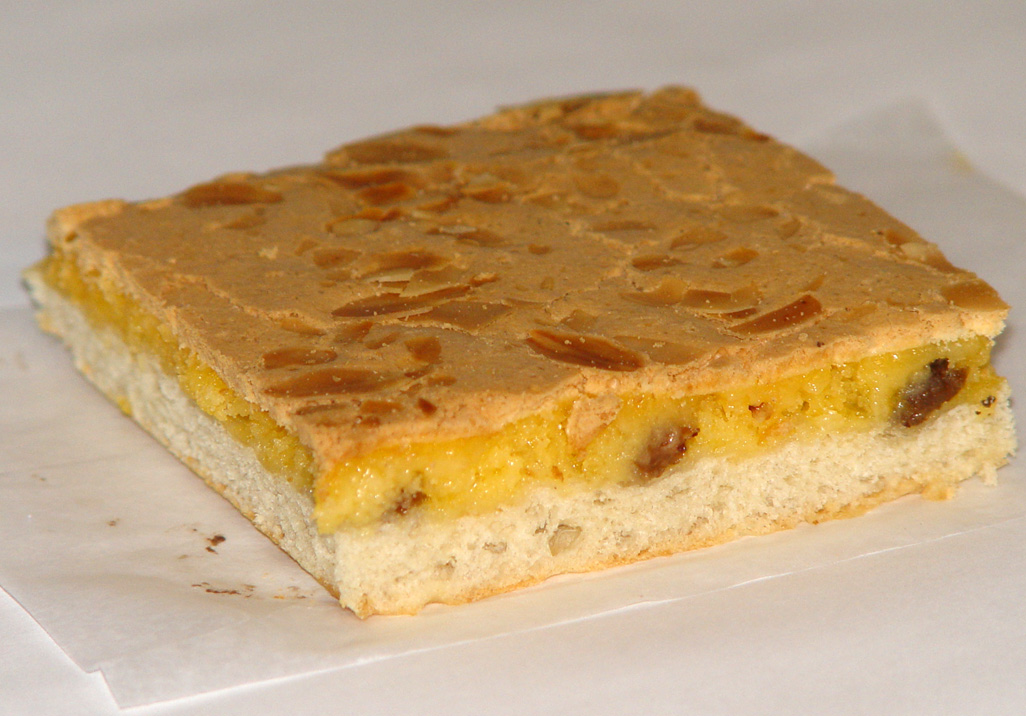
Freiberger Eierschecke

Die Eierschecke ist eine Kuchenspezialität aus Sachsen und Thüringen.
Schecke ist ein Blechkuchen aus Hefeteig mit einem Belag aus Quark mit einem Guss aus Sahne, Vollei, Zucker und Mehl zur Bindung. Die Schecke bezeichnete ursprünglich im 14. Jahrhundert eine Männerkleidung, die aus einem halb- bis dreiviertellangen Leibrock mit starker Taillenbetonung bestand und meist mit Hüftgürtel (einem Dusing) getragen wurde. In Anlehnung an dieses „Kleidungsstück in Dreiteilung“ (oberer Teil, Gürtel, unterer Teil) wurde hiernach auch das Kuchenstück benannt.

## Zubereitung
Der Name Eierschecke leitet sich von der obersten der drei Schichten ab: Die oberste Schicht, die Scheckenmasse,  besteht aus cremig gerührtem Eigelb mit Butter und Zucker, Vanille-Pudding und anschließend untergehobenem schaumig geschlagenem Eiweiß. Die Mittelschicht ist hauptsächlich ein Quark-Vanille-Pudding, der auch Butter, Ei, Zucker und Milch enthält. Der Boden ist ein Rührteig oder Hefeteig mit etwas Mürbeteig. Anschließend wird der dreischichtige Kuchen gebacken. Diese Variante wird auch Dresdner Eierschecke genannt.
Eierschecken werden meist in rechteckige Stücke geschnitten. Es gibt aber auch Eierschecken in Tortenform.
Über die Standardvariante der Dresdner Eierschecke hinaus gibt es eine Reihe von Verfeinerungen, darunter mit Rosinen, mit Schokoladenüberzug, mit Mandelsplittern oder mit Streuseln.
Eine weitere Variante ist die viel flachere Freiberger Eierschecke, die ohne Quark und mit Rosinen und Mandelblättchen hergestellt wird. Sie ist seit 2007 markenrechtlich geschützt. Die Entstehungslegende der Freiberger Eierschecke beruht auf der Überlieferung, dass der Quark, der zum Backen vorgesehen war, im 13. Jahrhundert zum Bau beziehungsweise später zur Ausbesserung der Freiberger Stadtmauer eingesetzt werden musste. Um den vermeintlichen Geschmacksverlust auszugleichen, wurden mehr Eier, mehr Zucker und mehr oder überhaupt erstmals Rosinen verwendet.

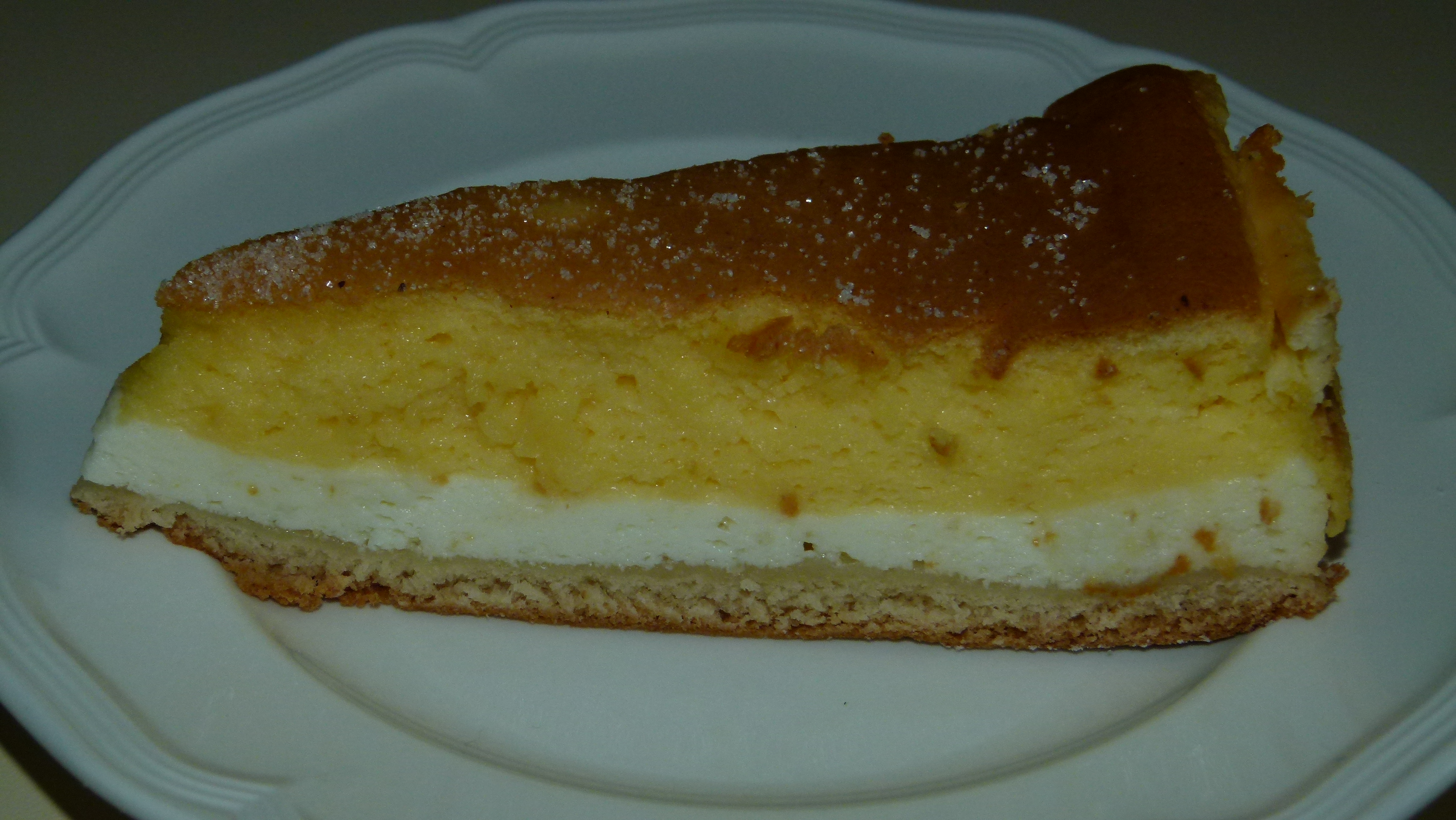
Dresdner Eierschecke in Tortenform
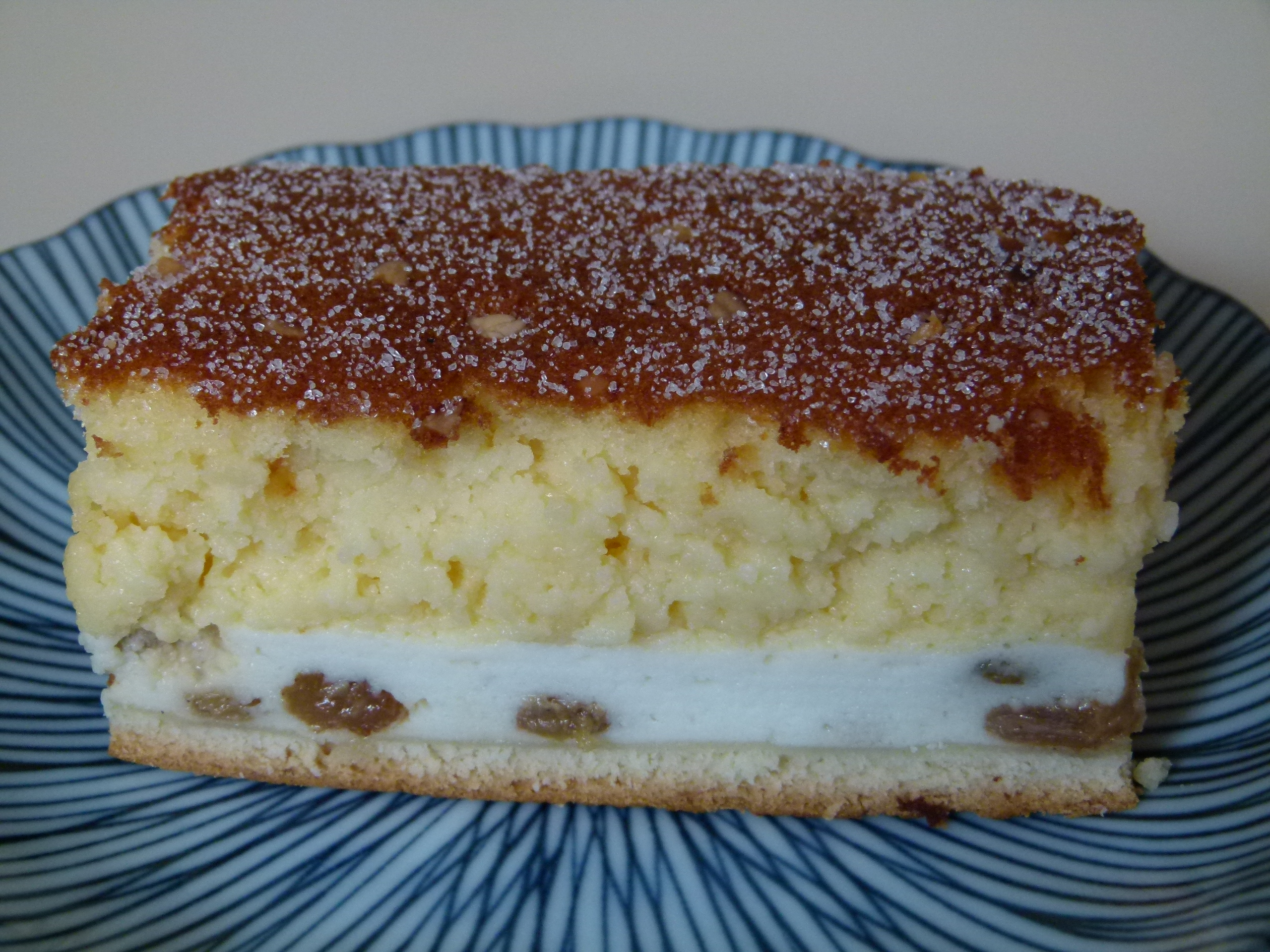
Dresdner Eierschecke mit Rosinen
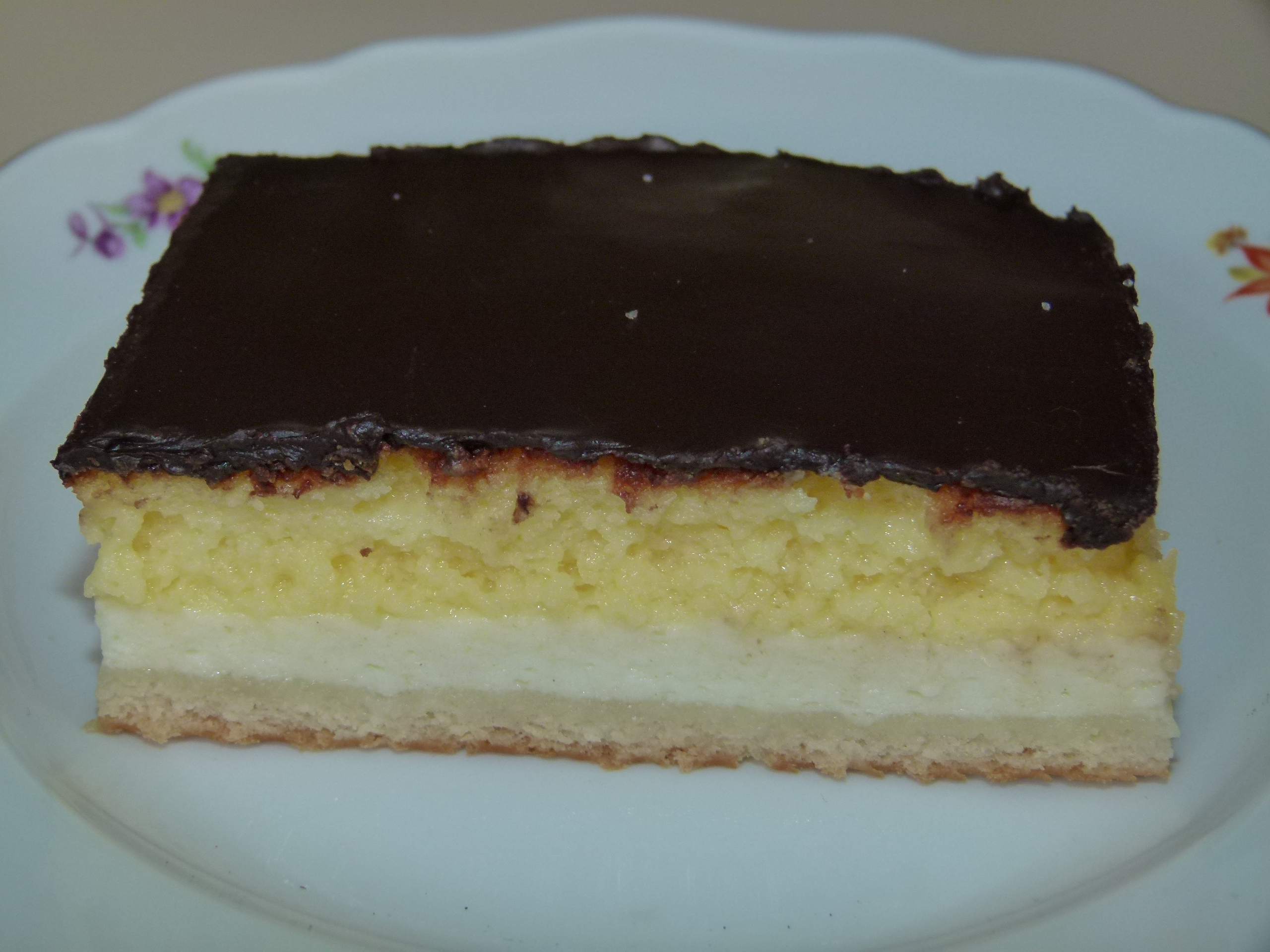
Dresdner Eierschecke mit Schokoladenüberzug
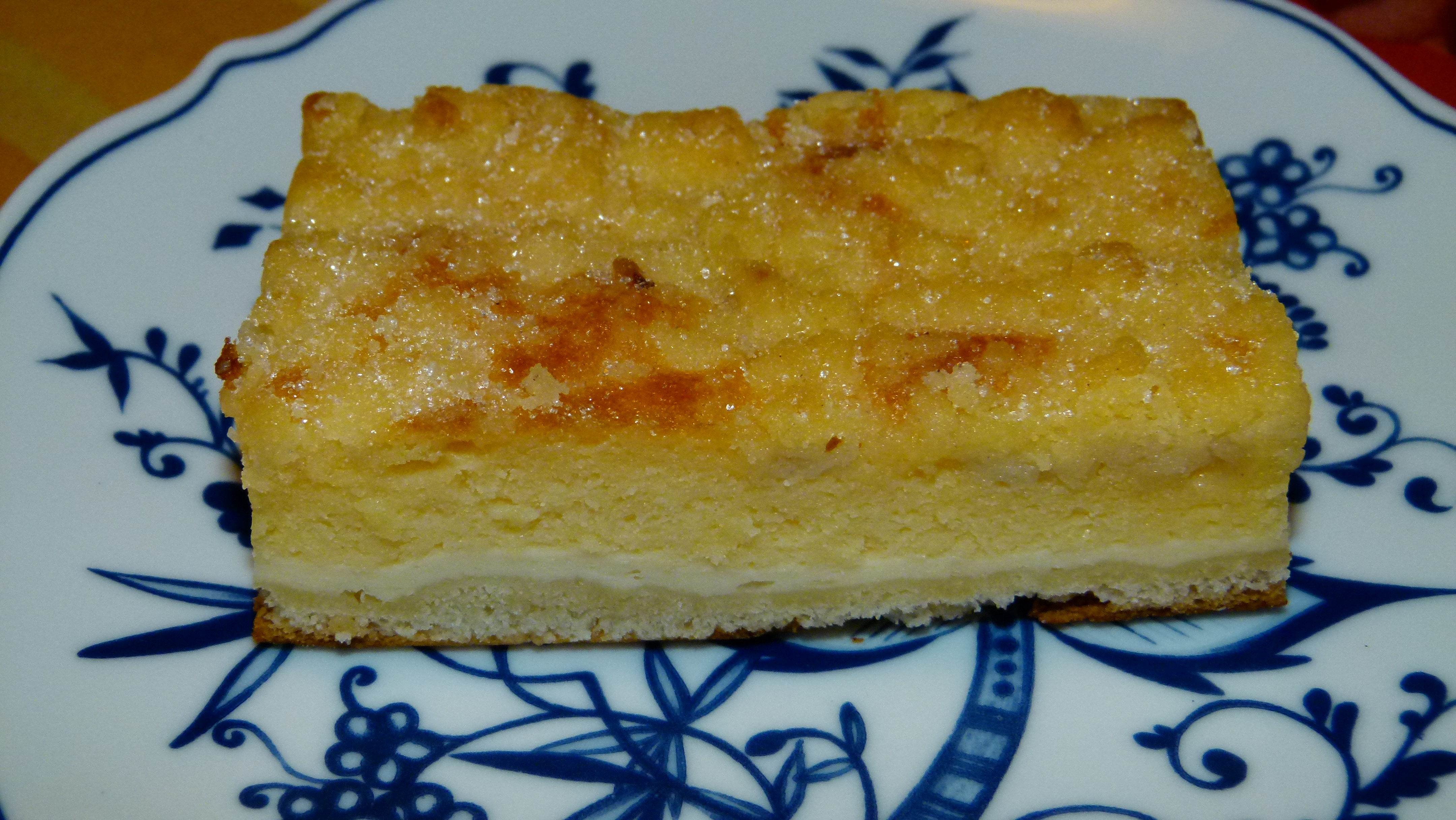
Dresdner Eierschecke mit Streuseln
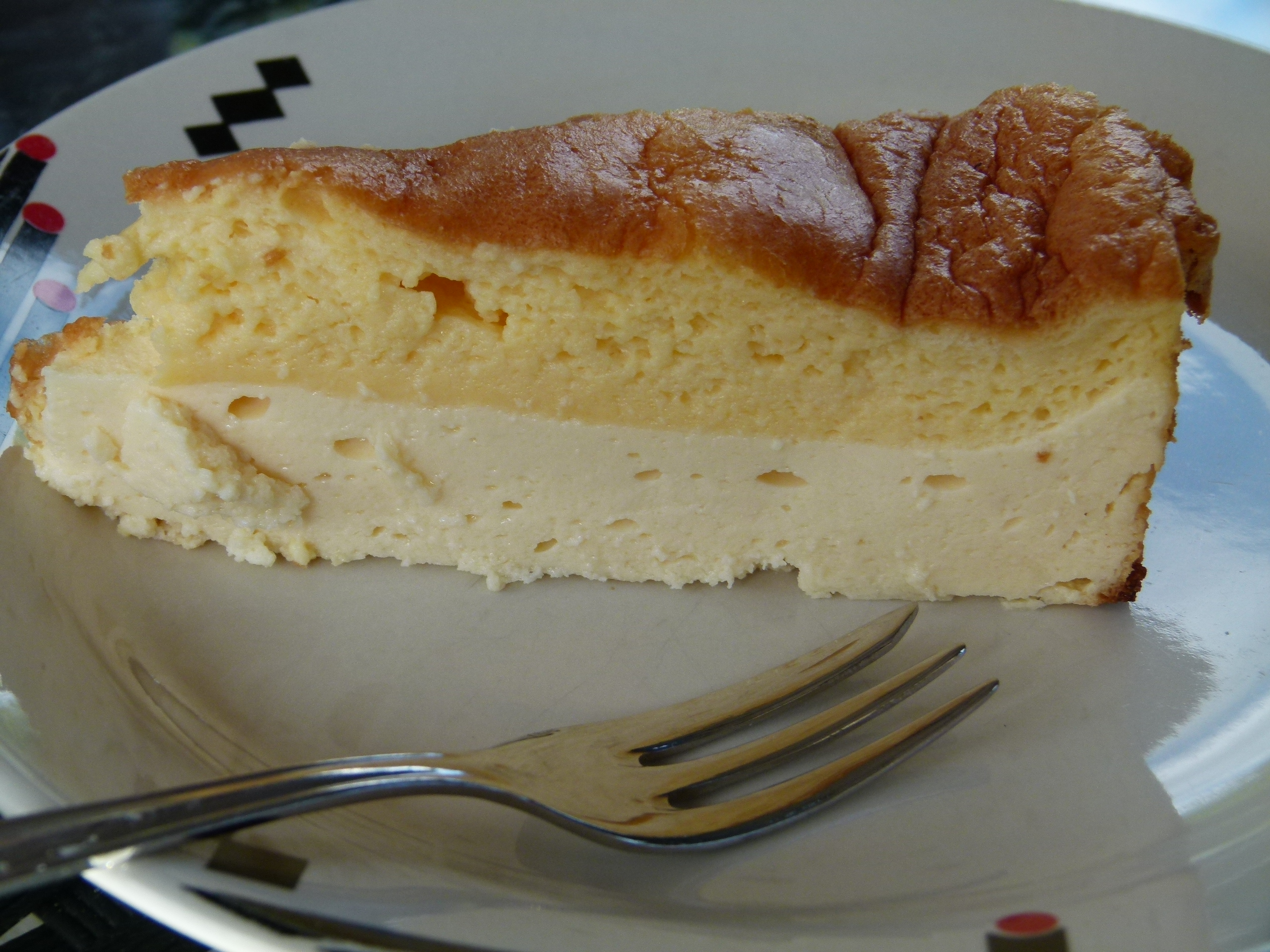
Eierschecke ohne Boden

Der aus Dresden stammende Schriftsteller Erich Kästner sagte einmal: „Die Eierschecke ist eine Kuchensorte, die zum Schaden der Menschheit auf dem Rest des Globus unbekannt geblieben ist.“
„Eierschecke gibt es außerhalb Sachsens nur ersatzweise und innerhalb Sachsens nirgends so gut wie im Toscana“ (gemeint ist das Café Toscana in Dresden) – schreibt auch der Schriftsteller Martin Walser in Die Verteidigung der Kindheit.